# Herman Bang
Herman Joachim Bang (Als, 20 aprile 1857 – Ogden, 29 gennaio 1912) è stato uno scrittore danese.
Dopo essersi laureato in filosofia all'Università di Copenaghen nel 1877, lavorò come giornalista scrivendo per i quotidiani Dagbladet and Nationaltidende e i periodici Ude og Hjemme e København.
Nel 1884 debutta come attore; successivamente lavora anche come stage director, prima a Parigi nel 1894 e poi al Folketeater di Copenaghen (1898-1901).
Herman Bang è soprattutto conosciuto per aver rivoluzionato la tecnica del romanzo. Claude Monet lo definisce come il primo scrittore "impressionista".
Dopo lo scandalo suscitato dal suo primo romanzo: Generazioni senza speranza (Haabløse Slægter) (1880) Bang lascia la Danimarca e si trasferisce a Parigi, dove introduce e mette in scena per la prima volta Ibsen e Strindberg al Teatro dell'Opera.
Costantemente attaccato dalla stampa danese perché omosessuale, Bang trascorrerà gran parte della sua vita all'estero (Berlino, Vienna, Meiningen e Praga).
Muore nel 1912 durante una tournée di letture negli Stati Uniti.

## Opere

### Racconti brevi
- Tunge Melodier, 1880
- Præster, 1883
- Excentriske Noveller, 1885
- Stille Existenser, 1886
- Under Aaget, 1890
- Les quatre diables. Excentrisk Novelle, 1890

### Critiche letterarie
- Realisme og Realister, 1878
- Kritiske Studier og Udkast, 1880

### Saggi
- Herhjemme og Derude, 1881
- Teaterindtryk fra Rusland, 1911

### Memorie
- Ti Aar. Erindringer og Hændelser, 1891
- Det hvide Hus, 1898.
- Det graa Hus, 1901.

### Teatro
- Naar Kærligheden dør, 1891

### Romanzi
- Haabløse Slægter, 1880
- Fædra, 1883
- Ved Vejen, 1886
- Stuk, 1887
- Tine, 1889
- Ludvigsbakke, 1896
- Sommerglæder, 1902
- Mikaël, 1904
- De uden Fædreland, 1906

## Filmografia
Dalle opere di Bang sono stati tratte almeno una decina di versioni cinematografiche e televisive:
da Les quatre diables. Excentrisk Novelle (1890)
- De fire djævle di Alex Christians, Robert Dinesen, Alfred Lind e Carl Rosenbaum (1911)
- Die Benefiz-Vorstellung der vier Teufel di A.W. Sandberg (1920)
- I quattro diavoli (4 Devils) di Friedrich Wilhelm Murnau (1928)

da Mikaël (1904)
- Vingarne di Mauritz Stiller con Nils Asther, Egil Eide, Lars Hanson (1916)
- Desiderio del cuore (Michael) con Walter Slezak e Benjamin Christensen (1924)

da Ved Vejen (1886)
- Katinka - Storia romantica di un amore impossibile di Max von Sydow, con Tammi Øst, Ole Ernst, Kurt Ravn, Erik Paaske, Anne Grete Hilding (1988)

### In italiano
- In margine alla vita, traduzione di F. Ardelli, Delta, Milano, 1929
- La casa bianca / La casa grigia ("Det hvide Hus" / "Det graa Hus"), trad. it. Hanne Jansen, Claudio Torchia, Marietti, Torino, 1986. ISBN 88-211-6191-9
- I quattro diavoli ("Les quatre diables"), trad. it. Alessandro Fambrini, Iperborea, Milano, 1990. ISBN 88-7091-016-4
- Mikaël - Desiderio del cuore ("Mikaël"), trad. it. Anna Cambieri, Lubrina, Bergamo, 1997. ISBN 978-8877661722
- Quando l'amore muore ("Naar Kærligheden dør"), trad. it. Alessandro Fambrini, Raffaelli, Milano, 1997
- L'ultimo viaggio di un poeta, trad. it. Bruno Berni, Iperborea, Milano 2012. ISBN  978-8870915044
- La casa bianca ("Det hvide Hus"), trad. it. Hanne Jansen, Claudio Torchia, Iperborea, Milano, 2012. ISBN 978-88-7091-199-2
- La casa grigia ("Det graa Hus"), trad. it. Hanne Jansen, Claudio Torchia, Iperborea, Milano, 2012. ISBN 978-8870915013
- Lungo la strada ("Ved Vejen"), trad. it. Eva Kampmann, Federico Tozzi, Saluzzo, 2019. ISBN 978-8898728107
- Generazioni senza speranza ("Haabløse Slægter"), trad. it Luca Taglianetti, Lindau, 2025